# Ždánice (Hodoníni járás)
Ždánice település Csehországban, Hodoníni járásban. Ždánice Bučovice, Nevojice, Žarošice, Archlebov, Dražůvky, Mouřínov és Lovčice településekkel határos. Lakosainak száma 2539 fő (2024. január 1.).

## Népesség
A település lakosságának változását az alábbi diagram mutatja:
| Lakosok száma | 2172 | 2127 | 2421 | 2284 | 2761 | 2742 | 2489 | 2481 | 2494 | 2539 |
|               | 1869 | 1890 | 1921 | 1950 | 1980 | 2001 | 2017 | 2019 | 2022 | 2024 |